# 德國駐華大使館
德國駐華大使館（德語：Deutsche Botschaft Peking），是德意志联邦共和国在中华人民共和国設置的外交代表機構，德國駐華大使是使館位階最高的外交人員。
除了北京的大使館外，上海、香港、成都、廣州、瀋陽五地均設有德國總領事館（Generalkonsulat），這些駐華德國機構在大使館官方網站上統稱為「使領館」（Vertretungen）。

## 歷史

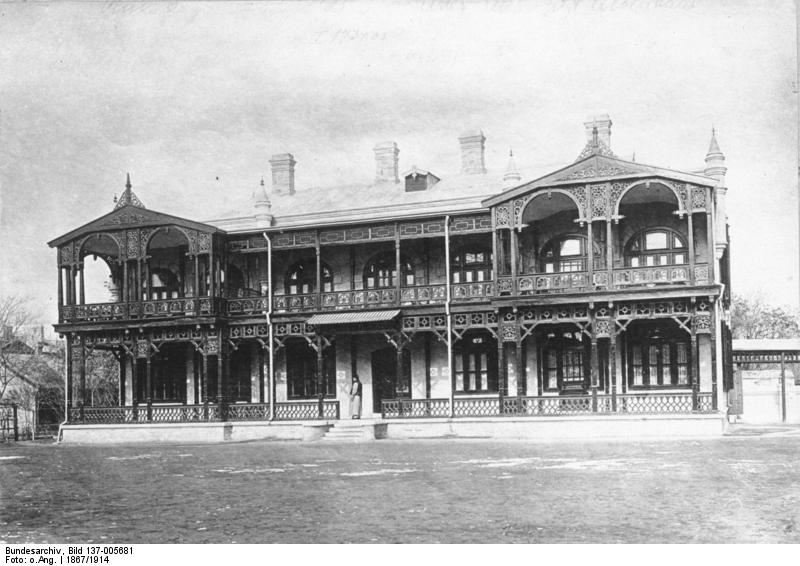
德国驻华公使館（1867年）

普魯士王國曾在華設置公使館。1871年德意志帝國建立之後，繼續向清朝派遣公使，如巴蘭德、海靖等人。公使館設在東交民巷。1900年6月20日，義和團運動期間，德國駐華公使克林德帶著翻譯前往總理衙門要求延緩各國公使離京日期，遭到神機營的章京恩海射殺，而引發德國對清朝的軍事行動。之後清朝依據《辛丑條約》在克林德公使遇害之處立碑紀念。
1917年3月14日，隨著段祺瑞北洋政府斷絕中國與德國的外交關係，使駐華大使辛慈於3月25日離開北京大使館。1921年5月20日兩國才恢復邦交。1941年之後又隨著中國對轴心国宣戰而中斷。二戰結束後，德國駐華各使領館均更名為德國管理局（Deutsche Ämter），負責撤館及德僑照料事宜:2:2。西德直到1972年與中華人民共和國建交時，才重新設置駐華使館。

## 領事館
德國駐華代表處共有6個，包含北京的大使館、以及中國其他地區設置的總領事館。各代表處及領事區如下：
- 北京大使館。領事區：北京、天津、河北、河南、山東、湖北、湖南、青海、甘肅、新疆、西藏、内蒙古、寧夏、陝西、山西、江西
- 成都總領事館（人民南路4段19號25樓）。領事區：四川、貴州、雲南、重慶
- 廣州總領事館（天河路208號）。領事區：廣東、福建、海南、廣西
- 上海總領事館（永福路181號）。領事區：上海、江蘇、浙江、安徽
  - 領事簽證處：銅仁路299號（SOHO東海廣場）
- 瀋陽總領事館（青年大街286号华润大厦21楼）。領事區：黑龍江、遼寧、吉林
- 香港總領事館（金鐘道95號統一中心21樓）。領事區：香港、澳門

## 著名館員
| - 魏翰楷（前駐華大使館公使），後為外交部東亞處長、駐日大使。 - 羅輔德（前駐華大使館公使），後為駐朝鮮大使。 - 李德仁（前駐華大使館公使），後為德國駐瑞士大使。 - 柯殷（前駐華大使館公使兼經濟處長），後為駐阪神（日本）總領事。 - 芮悟峰（前駐華大使館政治處長），後為外交部東亞處長、駐上海總領事。 - 舒策（前駐華大使館政務參贊、政治處長），後為駐泰國大使、駐越南大使。 - 陸柏赫（前駐華大使館政治處長），後為外交部東亞處長、德國在台協會首屆處長、駐多倫多（加拿大）總領事。 - 傅培言（前駐華大使館商務參贊），後為駐海地大使、駐瀋陽總領事。 | - 郭林（前駐華大使館文化參贊、經濟處長），後為駐吉爾吉斯大使和駐葉門大使。 - 姚偉漢（前駐華大使館經濟處長），後為駐香港總領事、駐羅馬尼亞大使。 - 安介儒（前駐華大使館經濟處二秘），後為駐阪神總領事、駐成都總領事。 - 柯靈（前駐華大使館新聞官、發言人），後為駐（巴基斯坦）總領事。 - 吳赫曼（前駐華大使館國防武官），德國聯邦國防軍陸軍准將，後為柏林邦司令部司令 - 李海歌（駐華大使館國防武官），德國聯邦國防軍海軍准將。 |

## 外部連結
- 官方网站